# Марцін Януш
Марцін Януш (пол. Marcin Janusz; нар. 31 липня 1994, Новий Санч) — польський волейболіст, пасувальник (розігруючий), гравець збірної Польщі та клубу ЗАКСА (Кендзежин-Козьле).

## Життєпис
Грав у клубах СТС Дунаєць (Новий Санч), «Скра» ІІ і «Скра» (Белхатів), АЗС Ченстохова, «Еффектор» (Кельці), «Трефль» (Гданськ, 2018—2021).
Не потрапив до складу національної збірної на домашній Євро 2021. На думку головного тренера бельгійця Вітала Гейнена, кращими за нього були Фабіян Джизґа та Ґжеґож Ломач. Був основним пасувальником збірної Польщі на домашній першості світу 2022.
У сезоні 2021—2022 після переходу до лав чемпіона Європи та Польщі 2021 — клубу ЗАКСА — вдало замінив француза Бенжамена Тоньютті, який після чемпіонського 2020—2021 перейшов до «Ястшембського Венґеля».
Заблокувавши удар Каміля Семенюка, здобув переможний бал для свого клубу у першому півфінальному поєдинку Ліги чемпіонів ЄКВ 2022—2023 проти «Перуджі».

### Досягнення
Індивідуальні
- Найкращий гравець сезону Плюс Ліги 2021—2022[8]

У збірній
- переможець Ліги націй 2023
- віцечемпіон світу 2022[9]

Клубні
- Переможець Ліги Чемпіонів 2022
- Чемпіон Польщі 2022
- Володар Кубка Польщі 2022